# Rozsda és csont
A Rozsda és csont (eredeti címe: De rouille et d’os, nemzetközi forgalmazási címe: Rust and Bone) egy 2012-ben bemutatott francia-belga filmdráma, Jacques Audiard filmrendező és forgatókönyvíró hatodik nagyjátékfilmje, amelyet a kanadai Craig Davidson 2005-ben megjelent Rust and Bone című novellájából készített a francia Marion Cotillard és a belga Matthias Schoenaerts főszereplésével.
A film hivatalos bemutatója 2012. május 17-én volt a 65. cannes-i fesztivál versenyprogramjában. Magyarországon 2013. április 10-én került DVD-forgalmazásba.
A többségében pozitív kritikával fogadott alkotás kilenc jelölésből négy César-díjat, valamint öt Arany Csillagot nyert, továbbá két Golden Globe- és két BAFTA-díj jelölést kapott.

## Cselekmény
A valahol Észak-Franciaországban élő Ali (valódi neve: Alain) magára marad 5 éves fiával, akit alig ismer. Mivel se lakása, se pénze, se barátja, délre, az azúr-parti Antibes-ba utazik nővéréhez, Annához, hogy ott húzza meg magát. Noha nővére csak a garázsban tudja elhelyezni őket, összességében jobb körülmények közé kerülnek, mivel a nő foglalkozik a gyerekkel és az időjárás is sokkal kegyesebb.
Az egykori ökölvívó biztonsági őrként helyezkedik el. Egy éjszakai szórakozóhelyen kitört verekedés során összeismerkedik Stéphanie-val, akit hazavisz és meghagyja neki telefonszámát. A két személyiség éppen ellenkezője egymásnak: a férfi szegény, rideg, a nő szép, tele önbizalommal – igazi hercegnő. Kardszárnyú delfineket szelídít és tart velük bemutatókat a helyi Marineland-ben. Egy nap az előadás drámába torkollik. Miután Stéphanie elhagyja a kórházat, egy éjjel felhívja a férfit, aki elmegy hozzá. A „hercegnőt” tolókocsiban találja: mindkét lábát elvesztette térdből. A férfi minden szánalom és együttérzés nélkül segíteni kezdi. Erővel kimozdítja a lakásból a depresszióba süllyedt nőt: elhordja a tengerhez fürödni. Különös kapcsolat alakul ki köztük, egyre több időt töltenek együtt, szenvedélymentes szexpartnerként is, noha a férfi más nőkkel tart is alkalmi kapcsolatot, amit ő őszintén el is mond Stéphanie-nak.
Hogy több pénzhez jusson, Ali illegálisan szervezett kick-box mérkőzéseket vív. A közben művégtagokat kapott lány eljár vele a meccsekre, sőt később a fogadásokat is ő köti. Teljesen visszatér az életkedve; újra eljár szórakozni, s felkeresi a tragédiáját okozó orkát is; az állat ugyanúgy engedelmeskedik mozdulatainak, mint azelőtt.
Az áruházi pénztárosként dolgozó Annát kirúgják munkahelyéről, mert rajtakapják, hogy lejárt szavatosságú, megsemmisítésre szánt konzerveket hord haza. Kiderül: az őt is lebuktató, titokban telepített kamerák kihelyezésében öccse is részt vett. A két testvér között a helyzet tarthatatlanná válik; Anna elzavarja Alit a háztól. Ő – anélkül, hogy Stéphanie-tól elköszönne – ismét északra utazik, ahol egy kick-box edzőteremben kap állást.
Egy nap felkeresi őt fuvarozással foglalkozó sógora, magával hozva a náluk nevelkedő gyermeket is, hogy pár órát apjával tölthessen. Az apa és fia egy közeli befagyott tavon játszik. Egy óvatlan pillanatban, amikor Ali éppen nem látja, a jég beszakad Sam alatt, s a gyermek elmerül. Kell egy kis idő, mire az apa felfogja, mi is történt. Kétségbeesetten próbálja kiszabadítani a gyereket. Öklével ver léket a vastag jégen, nagy nehezen kiemeli az eszméletlen gyermeket és kórházba viszi. Sam órákon át kómában fekszik, apja több helyen eltört kézfejét operációval kell helyreállítani. A gyerek életben marad; az aggódástól kimerült Ali pedig, miközben az őt felhívó Stéphanie-val beszél, összeroppan. Az addig durva, szenvtelenül viselkedő férfi megvallja szerelmét a nő iránt.
A film zárójelenetében a profi kick-box versenyzővé vált Ali, valamint az őt boldogan néző Stéphanie és Sam látható egy győzelem utáni önfeledt ünneplés során.

## Szereplők
| Szereplő                    | Színész              | Magyar hang   |
| --------------------------- | -------------------- | ------------- |
| Stéphanie                   | Marion Cotillard     | Pálmai Anna   |
| Ali (Alain van Versch)      | Matthias Schoenaerts | Kálid Artúr   |
| Sam, Ali 5 éves fia         | Armand Verdure       | Straub Martin |
| Anna, Ali nővére            | Corinne Masiero      | [ 8 ]         |
| Louise, Stéphanie barátnője | Céline Sallette      |               |
| Martial                     | Bouli Lanners        |               |
| Simon, Stéphanie barátja    | Yannick Choirat      |               |
| Foued                       | Mourad Frarema       |               |
| Richard                     | Jean-Michel Correia  |               |
| Delfinidomár                | Caroline Fa          |               |

## Így készült a film

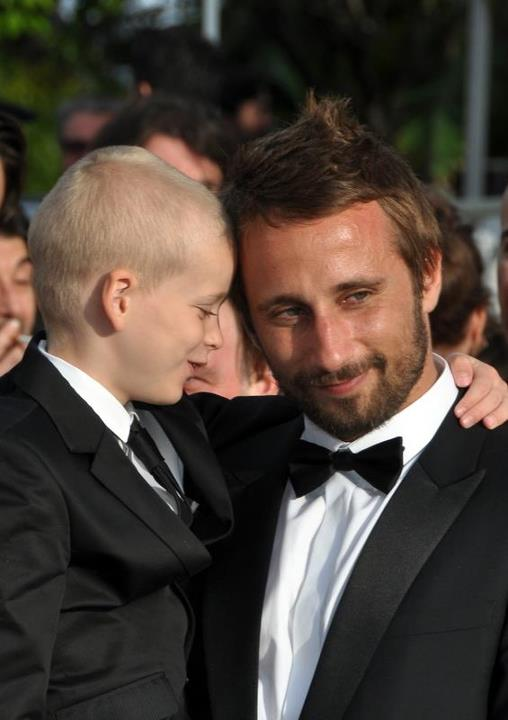
Matthias Schoenaerts és Armand Verdure.

A filmet a Why Not Productions francia produkciós iroda készítette. Költségvetése 1,55 millió euró volt; finanszírozásban részt vett a francia állami France 2 Cinéma, továbbá a rendező Page 114, valamint a belga Dardenne testvérek Les Films du Fleuve produkciós társasága.
Az adaptáció során Jacques Audiard és Thomas Bidegain szabadon dolgozták fel Craig Davidson novelláját, s nem egy az egyben vették át a történetet. Úgy döntöttek, hogy inkább a személyiségekre és különösen a történet hangulatát meghatározó brutalitásra helyezik a hangsúlyt. Az eredeti műtől való eltérés fokára jellemző, hogy a novelláskötetben sem Ali, sem Stéphanie nem szerepel, alakjukat a film kedvéért teremtették meg.
A rendező korábban már kipróbált munkatársakat hívott meg a stábba, így Stéphane Fontaine operatőrt, Michel Barthélémy látványtervezőt és Pascal Caucheteux producert, akikkel immár harmadik alkalommal dolgozott együtt. Bizalma töretlen maradt Virginie Montel jelmeztervezővel, valamint régi barátaival, Alexandre Desplat zeneszerzővel és Juliette Welfling vágóval szemben, akikkel rendezői karrierjének kezdete óta forgatott.
A forgatás 2011. október 4. és november 28. között zajlott le a Francia Riviérán (Antibes, Cannes, Mandelieu-la-Napoule és Saint-Laurent-du-Var), valamint Belgiumban (Liège). A befagyott tavi jeleneteket az Haute-Savoie megyei Bellevaux mellett vették fel.
A szerepére történő felkészülés során Marion Cotillard úszóleckéket vett, hogy gyakorolja a láb nélküli úszást, megtanult bottal járni és egy hetet töltött az antibesi Marineland szórakoztatóparkban, hogy megtanulja irányítani a delfineket. Annak magyarázatára, hogyan készítették elő, hogy Stéphanie-nak nincs lába, Cotillard elmondta: „Amikor az első ruhapróba volt, úgy kellett a nadrágot felpróbálni, hogy üres legyen a szára, és hátra kellett hajtanom a lábamat a kerekesszékben. Ez a kép olyan nagy erejű volt, hogy végig megtartottuk az egész filmen. És hát elképesztő CGI-s srácokkal dolgoztunk…” Csonkolt lábainak megmutatását green screen technikával oldották meg; e jelenetekben zöld térdzoknit viselt.
Marion Cotillard, aki már korábban elkötelezte magát A sötét lovag – Felemelkedés produkcióhoz, s szerződése szerint másik filmben ez idő alatt nem dolgozhatott, nagyon szerette volna eljátszani Stéphanie szerepét. Mivel a forgatások között volt egy kis átfedés, a színésznő egyszerűen füllentett Christopher Nolan rendezőnek a Rozsda és csont forgatási időpontjait illetően, Audiard stábja pedig a forgatás kezdetén rejtve tevékenykedett, nehogy bajba keverje. A titkolózás ellenére a dolog kitudódott és a Variety amerikai magazin megírta.
A filmet Franciaországban az Union générale cinématographique (UGC) forgalmazza, nemzetközi terjesztésére pedig a Celluloïd Dreams jogosult. Magyarországi forgalmazását az InterCom végzi.

## Fogadtatás
Franciaországban a film a különféle médiumok részéről nagyon jó fogadtatásban részesült. Az AlloCiné filmes információs és szolgáltató portál összesítése szerint a legfontosabb 23 sajtótermék értékelése 4,3 volt egy ötös skálán. Általában a nagy kereskedelmi napi- és hetilapok (Le Journal du dimanche, Le Nouvel Observateur, L’Express vagy Première) adták a maximumot, kiemelve a két főszereplő játékát, valamint az érzékeny téma (csonkolt testtel is létezik szexualitás) művészi szinten való kezelését, míg a filmes szakmai lapok és portálok (Cahiers du cinéma, Écran large, Critikat.com) a kevesebbet. Ez utóbbiak is elismerték a rendezés finomságát és a színészi teljesítményeket, azonban a forgatókönyvet kissé mechanikusnak, manipulatívnak tartották, s noha végeredmény is meggyőzőnek találták, szerintük a filmből hiányzik az átütőerő. A nézői tetszési index ugyanezen a portálon – több mint 7000 bejegyzés alapján – 3,9 volt.
Audiard előző filmjeinek ismeretében mind a filmes szakma, mind a nagyközönség nagy várakozással tekintett a film bemutatására. Franciaországi, belgiumi és svájci forgalmazásának megkezdése szerencsés időpontban, a figyelmet egyébként is magára vonó cannes-i fesztivál idején történt, ahova Audiard alkotását meghívták a versenyprogramba. 651 578 jegyeladással már az első héten a francia box-office lista első helyére ugrott. A filmes seregszemlén a pozitív fogadtatás ellenére nem kapott elismerést, s a rivaldafényt is elvonta róla Michael Haneke Szerelem című, átütő erejű filmdrámája.
A filmet önkéntelenül összehasonlították az egy évvel korábban bemutatott Életrevalók című francia filmdrámával, amely több mint 29 millió nézőt vonzott, mivel mindkét film mozgássérültséget jelenít meg. Ismét felélesztette a régi polémiát, mennyire adható el a fogyatékkal élők sorsa, s ábrázolásuk bevételt növelő tényező-e?

## Fontosabb díjak és jelölések

### César-díj
- 2013 díj Matthias Schoenaerts (legígéretesebb fiatal színész)
- 2013 díj Jacques Audiard és Thomas Bidegain (legjobb adaptáció)
- 2013 díj Alexandre Desplat (legjobb filmzene)
- 2013 díj Juliette Welfling (legjobb vágás)
- 2013 jelölés legjobb film
- 2013 jelölés Jacques Audiard (legjobb rendező)
- 2013 jelölés Marion Cotillard (legjobb színésznő)
- 2013 jelölés Stéphane Fontaine (legjobb operatőr)
- 2013 jelölés Brigitte Taillandier, Pascal Villard és Jean-Paul Hurier (legjobb hang)

### Arany Csillag
- 2012 díj Arany Csillag filmnek
- 2012 díj Marion Cotillard (Arany Csillag női főszereplőnek)
- 2012 díj Matthias Schoenaerts (Arany Csillag férfi felfedezettnek)
- 2012 díj Jacques Audiard és Thomas Bidegain (Arany Csillag forgatókönyvnek)
- 2012 díj Alexandre Desplat (Arany Csillag eredeti filmzene szerzőjének)

### Golden Globe-díj
- 2013 jelölés Marion Cotillard (legjobb női főszereplő (filmdráma))
- 2013 jelölés legjobb idegen nyelvű film

### BAFTA-díj
- 2013 jelölés Marion Cotillard (legjobb női főszereplő)
- 2013 jelölés legjobb nem angol nyelvű film

### Egyéb
- 2012 jelölés cannes-i fesztivál (Jacques Audiard – Arany Pálma)
- 2012 díj Hollywoodi Filmfesztivál (Marion Cotillard – az év színésznője [20])
- 2012 díj Valladolid-i Nemzetközi Filmfesztivál (Matthias Schoenaerts – legjobb színész; Jacques Audiard – legjobb rendező; Jacques Audiard, Thomas Bidegain és Craig Davidson – Miguel Delibes-díj)
- 2012 díj Cabourgi Filmfesztivál (Arany Hattyú a legjobb filmnek)
- 2012 díj Londoni Filmfesztivál (legjobb film)
- 2012 díj Lumières-díj (Jacques Audiard – legjobb rendező; Jacques Audiard és Thomas Bidegain – legjobb forgatókönyv)
- 2013 díj Londoni Filmkritikusok Körének díja (az év idegen nyelvű filmje)
- 2013 díj Sant Jordi-díj (Marion Cotillard – legjobb külföldi színésznő [20])
- 2013 díj Magritte-díj [21] (Bouli Lanners – legjobb mellékszereplő színész)
- 2013 díj Kristály Glóbusz [22] (legjobb film; Marion Cotillard – legjobb színésznő)
- 2013 díj Irish Film and Television Awards (Marion Cotillard – legjobb nemzetközi színésznő)
- 2013 díj Motion Picture Sound Editors Awards (legjobb idegen nyelvű film hangvágása)
- 2013 jelölés Screen Actors Guild Awards (Marion Cotillard – legjobb női főszereplő)

## Fordítás
- Ez a szócikk részben vagy egészben a De rouille et d'os című francia Wikipédia-szócikk ezen változatának fordításán alapul.  Az eredeti cikk szerkesztőit annak laptörténete sorolja fel. Ez a jelzés csupán a megfogalmazás eredetét és a szerzői jogokat jelzi, nem szolgál a cikkben szereplő információk forrásmegjelöléseként.
- Ez a szócikk részben vagy egészben a Rust and Bone című angol Wikipédia-szócikk ezen változatának fordításán alapul.  Az eredeti cikk szerkesztőit annak laptörténete sorolja fel. Ez a jelzés csupán a megfogalmazás eredetét és a szerzői jogokat jelzi, nem szolgál a cikkben szereplő információk forrásmegjelöléseként.